# Salcea
Salcea is een stad (oraș) in het Roemeense district Suceava. De stad telt 9194 inwoners (2000).